# Гай Атилий Регул
Гай Атилий Регул (лат. Gaius Atilius Regulus; умер в 225 году до н. э.) — древнеримский военачальник и государственный деятель, консул 225 года до н. э.

## Происхождение
Гай Атилий принадлежал к плебейскому роду Атилиев и был сыном Марка Атилия Регула, двукратного консула, погибшего в карфагенском плену во время Первой Пунической войны.

## Биография
В 225 году до н. э. Гай, став консулом вместе с Луцием Эмилием Папом, был отправлен на Сардинию для подавления восстания. В короткие сроки усмирив местных жителей, Регул отплыл в Италию на помощь своему коллеге. Высадившись около Пизы, консул выдвинул армию в направлении Рима против вторгшихся галлов.
Таким образом, галлы оказались зажаты между двумя консульскими армиями. Около города Теламон произошла битва, в ходе которой Регул погиб, но несмотря на это римлянам удалось одержать блистательную победу.